# 索菲·霍斯金
索菲·霍斯金（英語：Sophie Hosking，1986年1月25日—），英国女子赛艇运动员。她曾代表英国参加2012年夏季奥林匹克运动会赛艇比赛，获得女子轻量级双人双桨项目金牌。